# (744) Aguntina
(744) Aguntina ist ein Asteroid des Hauptgürtels, der am 26. Februar 1913 vom österreichischen Astronomen Joseph Rheden in Wien entdeckt wurde.
Da Rheden aus Lienz in Osttirol stammte, benannte er den Asteroiden nach der ehemals dort gelegenen römischen Stadt Aguntum, in der im Jahre 1912 Ausgrabungen stattgefunden hatten.